# Xerotricha jamuzensis
Xerotricha jamuzensis е вид охлюв от семейство Hygromiidae. Видът не е застрашен от изчезване.

## Разпространение и местообитание
Разпространен е в Испания.
Обитава градски местности, планини и възвишения.